# Adalberto Martínez Flores
Adalberto Martínez Flores (Asunción, 8 de juliol de 1951) és un eclesiàstic catòlic paraguaià. Exerceix com a 7è arquebisbe d'Asunción i president de la Conferència Episcopal Paraguaia. És el primer cardenal originari de la República del Paraguai.

## Formació
Els seus estudis primaris els va realitzar a Coronel Oviedo fins al cinquè grau, després el sisè ho va fer a l'Escola General E. Diaz i els secundaris a l'Escola Nacional de Comerç Núm. 1, a Asunción.
Els seus estudis universitaris van ser tres anys a la carrera d'Administració d'Empreses i després Economia a la Universitat Nacional d'Asunción.
El 1973 va viatjar a Washington DC, on per dos anys va cursar estudis d'anglès avançat i els estudis de filosofia a la Facultat de Filosofia de l'Oblate College de Washington DC culminant el 1977 . En aquests anys va col·laborar assíduament a la pastoral hispana en suport al Centre Catòlics Hispà de l'àrea amb el seu director de llavors, el frare caputxí Sean Patrick O'Malley.
El 1977 va viatjar a Itàlia per ingressar a l'Escola Internacional Sacerdotal de l'Obra de Maria, a Frascati, Itàlia . En aquest recinte per aproximadament dos anys i mig va ser format en l'espiritualitat i la fraternitat sacerdotal inspirada en la unitat.
En 1981, va culminar els estudis de Sagrada Teologia a la Pontifícia Universitat Lateranense.
També el 1981 va estar residint a l'Argentina, col·laborant amb Pastoral Sacerdotal, Seminaristíca i Parroquial, va estar a José de Paz i Avellaneda, fins als anys 1984.
És president de l'Organització Cooperació Social "San Roque González de Santa Cruz", on allotgen persones amb malalties renals (dialitzats), proveint-lo de medicaments. A més, de mantenir menjadors per a nens i adults vulnerables.

## Sacerdoci
Va rebre l'Ordenació diaconal el 7 d'abril de 1985, a Saint Croix, Illes Verges (Estats Units) de mans del bisbe Sean Patrick O'Malley, OFM Cap.
El 24 d'agost del mateix any, també de mans del bisbe O'Malley, va rebre l'ordenació presbiteral, aquesta vegada, a la Parròquia "La Pietat", de l'arxidiòcesi d'Asunción .
Va exercir el ministeri sacerdotal a Saint Croix i després a St. Thomas entre 1985 i 1994.
Va incardinar-se a l'arxidiòcesi d'Asunción, durant l'episcopat de Mons. Felipe Santiago Benítez, on feu de rector a la parròquia Sagrats Cors de Jesús i Maria, entre 1994 i 1997 i fou assessor de la Pastoral de Joventut, Secretari del Primer Sínode Arxidiocesà, i Consultor de Ràdio Càritas.

## Episcopat

### Bisbe Auxiliar d'Asunción
Va ser nomenat bisbe titular de Tatilti i bisbe auxiliar d'Asunción, el 15 d'agost de 1997 pel Papa Juan Pau II.
Va ser consagrat el 8 de novembre de 1997, a la catedral metropolitana d'Asunción, a mans del llavors Arquebisbe d'Asunción, Felipe Santiago Benítez Avalos. Els seus co-consagrants van ser el llavors bisbe de Fall River, Sean Patrick O'Malley, OFM Cap. i el llavors bisbe de Saint Thomas, Elliot Griffin Thomas.

### Bisbe de Sant Llorenç
En crear-se la diòcesi de Sant Lorenzo, el 18 de maig de 2000, va ser nomenat primer bisbe de la mateixa i va prendre possessió de la nova diòcesi el 9 de juliol de 2000, amb la presència de Bisbes del Paraguai i d'altres autoritats.
Com a primer bisbe, es va constituir a l'organitzador de la nova diòcesi, tant en l'administratiu com en el pastoral. Va exercir aquest ministeri incansablement durant gairebé set anys.

### Bisbe de San Pedro
El 19 de febrer de 2007 va ser nomenat Bisbe de la diòcesi de Sant Pere Apòstol i la seva presa de possessió va ser el 14 d'abril del mateix any.
Va col·locar en marxa un nou pla de pastoral diocesana, va reorganitzar i enfortir les diverses àrees pastorals, així com les parròquies, vicaries i capelles. Així mateix, li va portar endavant tasques de gran impacte social, a través de diversos projectes. Va presidir i organitzar la Coordinadora Multisectorial Sanpedrana, organisme que reuneix tots els sectors i forces vives del Departament de San Pedro per pensar en el desenvolupament sostenible i amb equitat de la regió, rica en recursos naturals.

### Bisbe Castrense de Paraguai
Va ser nomenat Bisbe de les Forces Armadesi la Policia Nacional pel papa Benet XVI el 14 de març de 2012. Va prendre possessió de la mateixa el 6 de maig de 2012, amb la presència dels altres bisbes del Paraguai, el President de la República, en aquest llavors, Fernando Lugo, i altes autoritats de les Forces Armades i de la Policia, a la Catedral del bisbat de les Forces Armades i la Policia Nacional de Paraguai a Asunción .
Seguí exercint com a administrador apostòlic d'Obispado des del 23 de juny de 2018 i segueix ostentant el grau de general de divisió.

### Bisbe de Villarrica
El papa Francesc el va nomenar bisbe de la diòcesi de Villarrica del Espíritu Santo el 23 de juny de 2018 i prengué possessió a la catedral de Villarrica del Espíritu Santo el diumenge 16 de setembre de 2018.
A Villarrica s'ha preocupat per la seva nova diòcesi en la seva organització, seguint els lineaments del Papa Francesc d'una Església en sortida.